# Zwischenbrücken
Zwischenbrücken war 1849/1850 eine eigenständige Gemeinde und ist heute ein Bezirksteil Wiens im 2. Wiener Gemeindebezirk, Leopoldstadt, sowie im 20. Wiener Gemeindebezirk, Brigittenau. Ein Teil des früheren Ortes, der in den donaunächsten Teil des späteren 21. Bezirks, Floridsdorf, reichte, ist bei der Wiener Donauregulierung 1870–1875 zu Gunsten des neuen Flussbetts des Hauptstromes und des Überschwemmungsgebietes abgetragen worden.

## Geografie

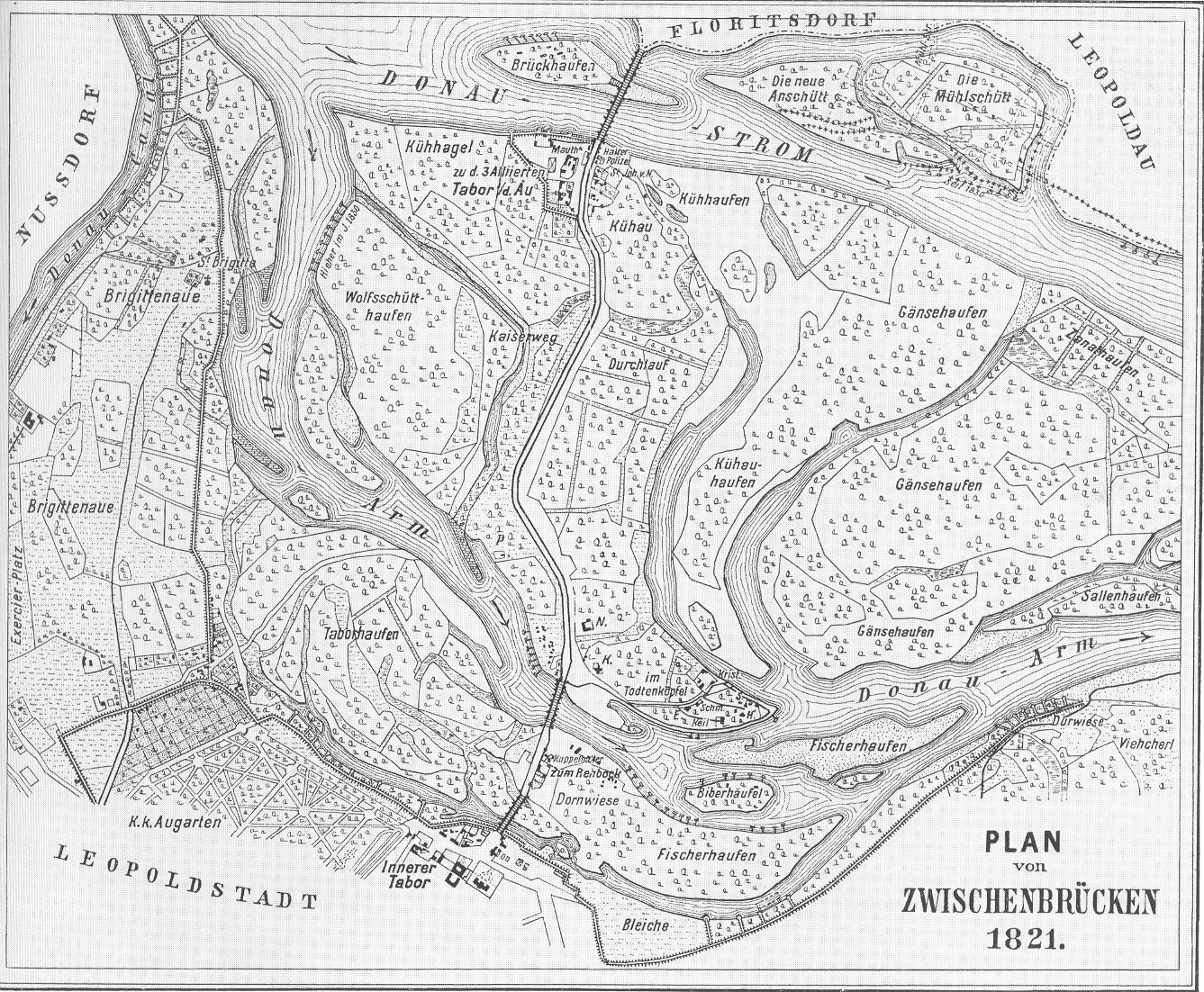
Plan von Zwischenbrücken 1821

Das Gebiet des historischen Zwischenbrücken liegt im Osten der Brigittenau, im Norden der Leopoldstadt und am Floridsdorfer Donauufer.
Als Zählbezirk der amtlichen Statistik besteht Zwischenbrücken heute mit einigen Abweichungen vom Grenzverlauf der ehemaligen eigenständigen Gemeinde aus sieben Zählsprengeln, die ausschließlich im Gemeindebezirk Brigittenau liegen. Die Grenzen des Zählbezirks werden von den Bezirksgrenzen zu Floridsdorf und zur Leopoldstadt sowie innerhalb der Brigittenau vom in Hochlage verlaufenden Bahnkörper der Nordbahn gebildet.

## Geschichte
Seinen Namen verdankt das Gebiet der Lage zwischen zwei Donaubrücken, der großen Taborbrücke (nahe Floridsdorf) und der kleinen Taborbrücke (nahe Mauthaus Am Tabor/Taborstraße im 2. Bezirk), über die die Fernstraße von Wien nach Böhmen und Mähren verlief. Ihre Errichtung 1698 sowie die Befestigungsanlagen im nördlichen Augebiet Wiens (Großer Tabor) ermöglichten die Besiedlung des Gebietes.
Die ersten Häuser und Wachgebäude wurden von den hier stationierten Mautwächtern und Wachsoldaten errichtet, später kamen auch zwei Gasthäuser hinzu. Diese lebten von den Reisenden und den Fuhrleuten. Auch mehrere Schiffmühlen ließen sich am Nordufer der Taborau sowie am benachbarten Kaiserwasser bei der kleinen Taborbrücke nieder.
Kirchlich gehörte Zwischenbrücken zur Pfarrkirche Leopoldau. Da es den Mautbeamten aber oft auch am Sonntag nicht möglich war, ihren Posten zu verlassen, forderten sie eine eigene Kapelle. Dieser Wunsch wurden ihnen schließlich 1769 mit dem Bau der Johannes-Nepomuk-Kapelle erfüllt. Als Benefiziat wurde Christian Volkmann eingesetzt. Unter seinem Nachfolger Hennrichs wurde die Kapelle 1809 samt der Kirchenkasse von den Franzosen geplündert.
Gegenüber der Kapelle befand sich ein Gasthaus, in dem am 25. September 1814 Zar Alexander von Russland, König Friedrich Wilhelm von Preußen und Kaiser Franz I. zusammentrafen. Zur Erinnerung wurde das Gasthaus forthin „Zu den drei Alliierten“ genannt. 1836 wurde Zwischenbrücken in die neu gegründete Pfarre Floridsdorf übernommen, danach begann der Aufschwung des kleinen Ortes.
Nach dem Bau der Kaiser-Ferdinands-Nordbahn, die hier 1838 den Betrieb aufnahm, wurden die Nordbahnwerkstätten in Zwischenbrücken angesiedelt. Zudem wurden eine Maschinenfabrik, ein Gaswerk und ein Walzwerk errichtet. Leopold Stephan erzeugte hier 1849 die ersten Gummiwaren Österreichs.

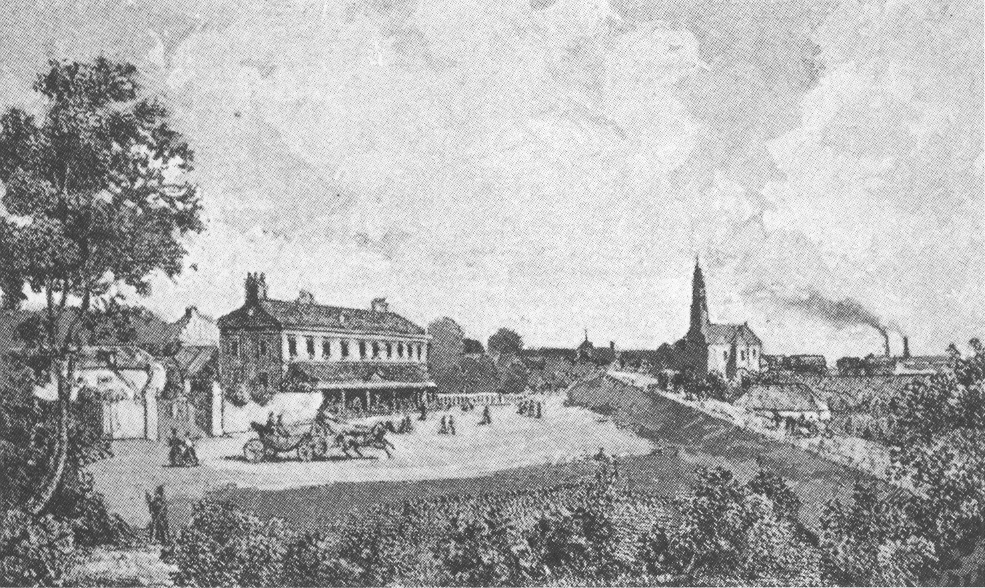
Zwischenbrücken 1843

1850 wurde Zwischenbrücken nach Wien eingemeindet und gemeinsam mit der Brigittenau in den damals gegründeten 2. Bezirk, Leopoldstadt, eingegliedert. Das äußere Zwischenbrücken (nahe bei Floridsdorf) fiel der Wiener Donauregulierung zum Opfer und wurde 1870 bis 1875 abgetragen. Es hätte sich sonst auf dem neuen Überschwemmungsgebiet (Inundationsgebiet) der Donau, heute auf der Donauinsel, zwischen der Floridsdorfer Brücke und der Nordbahnbrücke befunden. Auch das innere Zwischenbrücken am Kaiserwasser wurde zum Teil abgetragen, da die Straßenzüge (heute Kreuzungsbereich Innstraße-Vorgartenstraße) nicht in die Rasterplanung parallel zum neuen Donaustrom passten. Der abgesiedelten Bevölkerung wurde in den damaligen Wiener Vororten Donaufeld, Leopoldau und Kaisermühlen, alle am linken Ufer der regulierten Donau, neuer Wohnraum angeboten. Das beliebte Vergnügungsetablissement „Universum“ nahe der Taborstraße musste 1870 dem Nordwestbahnhof weichen.
Das Gebiet wurde in der Folgezeit rasch verbaut. Im Jahr 1900 erreichten Brigittenauer Kommunalpolitiker die Trennung von der Leopoldstadt und die Konstituierung des 20. Gemeindebezirks namens Brigittenau. Diese Trennung führte zur Teilung des historischen Zwischenbrücken, da die neue Bezirksgrenze dem Straßenraster schematisch folgte; der Teil Zwischenbrückens südlich der Innstraße verblieb beim 2. Bezirk. Der historische Ortsname scheint bis heute an der Grenze zwischen 2. und 20. Bezirk auf Stadtplänen auf, das Zwischenbrückener Wappen ist Bestandteil beider Bezirkswappen.
1906 wurde die Pfarre Zwischenbrücken um die Allerheiligenkirche gegründet, die den Namen weiterführte. Sie ging 2017 in der Pfarre Zu Allen Heiligen auf (siehe auch Liste der Pfarren im Stadtdekanat 2/20 (Erzdiözese Wien)).
Die letzte große Bebauung des Gebietes fand, vor allem im Brigittenauer Teil Zwischenbrückens, zur Zeit der Ersten Republik im „Roten Wien“ statt: Es wurden zahlreiche Gemeindebauten genannte kommunale Wohnhausbauten errichtet.
Seit dem Jahr 2000 ist Zwischenbrücken in eine neue Entwicklungsphase eingetreten. Die beiden großen Güterbahnhofsgelände des früheren Nordwestbahnhofs und des früheren Nordbahnhofs, die das Gebiet von zentrumsnäheren Stadtteilen seit 1838 bzw. 1870 abgeschirmt haben, werden für den Bahnverkehr nicht mehr benötigt und daher in neue Stadtteile umgewandelt (siehe Nordbahnviertel). Dadurch verliert Zwischenbrücken seine Randlage im zentralen Stadtbereich.

## Wappen
Das Wappen Zwischenbrückens zeigt eine rote Zunge, die von einem goldenen Heiligenschein umgeben ist. Dieser ist mit fünf fünfstrahligen goldenen Sternen besetzt. Im Wappen Brigittenaus erscheint das Symbol auf silbernen, im Wappen der Leopoldstadt auf blauem Hintergrund. Dieses Symbol steht für den Heiligen Johannes Nepomuk, den Brückenpatron. Die dem Schutzpatron der Brückenbauer geweihte Nepomuk-Kapelle, die sich ursprünglich in Zwischenbrücken befand, wurde im Zusammenhang mit der Donauregulierung 1875 abgetragen.

## Persönlichkeiten
- Anton Karas (1906–1985), österreichischer Zitherspieler und Komponist
- Otto Clemens (* 1946), österreichischer Schauspieler und Fernsehsprecher. Aufgewachsen in der Universumstraße und als die Stimme der Universum-Dokumentationen bekannt